# USS Wolverine (IX-64)
USS Wolverine (IX-64) – amerykański lotniskowiec z czasów II wojny światowej, przeznaczony do prowadzenia operacji szkoleniowych na wodach śródlądowych jeziora Michigan. Okręt powstał przez przebudowę bocznokołowego parowca „Seeandbee” i w roku 1942 wszedł do służby w United States Navy pod nazwą USS Wolverine. W trakcie służby służył do szkolenia zaawansowanego pilotów lotnictwa morskiego, w tym startów i lądowań na pokładzie okrętu w ruchu.

## Historia

### Konwersja
Okręt był bocznokołowym parowcem zbudowanym w 1913, noszącym wcześniej nazwę „Seeandbee”, nadaną przez właściciela – przedsiębiorstwo Cleveland and Buffalo Transit Co. Został zwodowany w American Shipbuilding Co. Wyandotte (Michigan). Marynarka nabyła bocznokołowca 12 marca 1942 i zaklasyfikowała go jako unclassified miscellaneous auxiliary, IX-64. Konwersja na szkolny lotniskowiec rozpoczęła się 6 maja 1942, a nazwę „Wolverine” (rosomak) zaaprobowano 2 sierpnia. Nazwa pochodziła od stanu Michigan (znanego jako „Stan Rosomaka”), ponieważ jednostka miała operować na jeziorze Michigan.

### Nowe właściwości
Wyposażony w 550-stopowy pokład lotniczy i w sprzęt pozwalający na szkolenie w startach i lądowaniach, „Wolverine” rozpoczął nową służbę w styczniu 1943, w maju dołączył do niego jego siostrzany okręt USS "Sable" (IX-81). Ze szkolnego lotniskowca korzystały różne typy samolotów z bazy lotnictwa morskiego NAS Glenview. Na obydwu jednostkach, w realistycznych warunkach (ograniczony pokład, ruch jednostki na wodzie itp.), a równocześnie w miejscu bezpiecznym i oddalonym od teatru działań wojennych, wyszkoliła się wielka liczba pilotów, a także grupa Oficerów Sygnalizacji Lądowania. Jednostka pełniła służbę szkolną do końca wojny.

### Problemy
„Sable” i „Wolverine” nie zostały zbudowane jako lotniskowce, tylko przerobione do tego zadania, ale dobrze spełniały swoją podstawową rolę w nauczaniu lotników morskich operacji lotniczych z wykorzystaniem lotniskowca. Te dwie jednostki miały swoje ograniczenia takie jak brak podnośników samolotowych oraz pokładu hangarowego. Kiedy któryś z samolotów zakończył lądowanie na barierze zabezpieczającej, albo w inny sposób uszkodził samolot na pokładzie okrętu, kończono operacje na ten dzień i jednostka wracała do pirsu w Chicago.
Innym problemem koniecznym do rozwiązania był wiatr od dziobu. Odpowiedni wiatr od dziobu był potrzebny w przypadku lądowań takich samolotów jak F6F, F4U, TBM i SBD. Kiedy na jeziorze Michigan nie było wiatru albo był on zbyt słaby, lądowania należało wstrzymać ponieważ okręty nie mogły (w zamian) płynąć z wystarczającą szybkością do spełnienia limitu prędokości wiatru od dziobu. Jest wątpliwe aby oba lotniskowce słodkowodne mogły płynąć o własnych siłach szybciej niż 20 węzłów.
Czasami, gdy bezwietrzna pogoda utrzymywała się przez kilka dni i kolejka pilotów oczekujących na egzamin wydłużała się wprowadzano zapasowy system egzaminowania. Tym sposobem było egzaminowanie pilotów za pomocą samolotów T-6 Texan – samolotów wykorzystywanych na niższym poziomie szkolenia. Czyniono tak, pomimo że większość pilotów nie latało na tych samolotach od czterech lub pięciu miesięcy (tak ułożony był program szkolenia).

### Zakończenie służby
Wraz z zakończeniem wojny znacznie zmniejszyły się potrzeby szkolenia nowych pilotów. „Wolverive” został wycofany ze służby 7 listopada 1945. Trzy tygodnie później 28 listopada okręt został skreślony z listy. Następnie 26 listopada 1947 został przekazany Komisji Morskiej w celu sprzedaży. Ostatnie zapisy wskazują na to, że okręt został sprzedany na złom w grudniu 1947 w Cleveland.